# Hybolasius vegetus
Hybolasius vegetus es una especie de escarabajo longicornio del género Hybolasius, tribu Acanthocinini, subfamilia Lamiinae. Fue descrita científicamente por Broun en 1881.

## Descripción
Mide 3-5 milímetros de longitud.

## Distribución
Se distribuye por Nueva Zelanda.